# Hottentotta sistanensis
Espèce
Hottentotta sistanensis est une espèce de scorpions de la famille des Buthidae.

## Distribution
Cette espèce est endémique de la province du Sistan-et-Baloutchistan en Iran. Elle se rencontre vers Sirkan, Seravan et Koshtegan.

## Description
Le mâle holotype mesure 79,80 mm et la femelle paratype 90,60 mm.

## Étymologie
Son nom d'espèce, composé de sistan et du suffixe latin -ensis, « qui vit dans, qui habite », lui a été donné en référence au lieu de sa découverte, le Sistan.

## Publication originale
- Kovařík, Yağmur & Moradi, 2018 : « Two new Hottentotta species from Iran, with a review of Hottentotta saulcyi (Scorpiones: Buthidae). » Euscorpius, no 265, p. 1-14 (texte intégral).